# Mandi Bahauddin

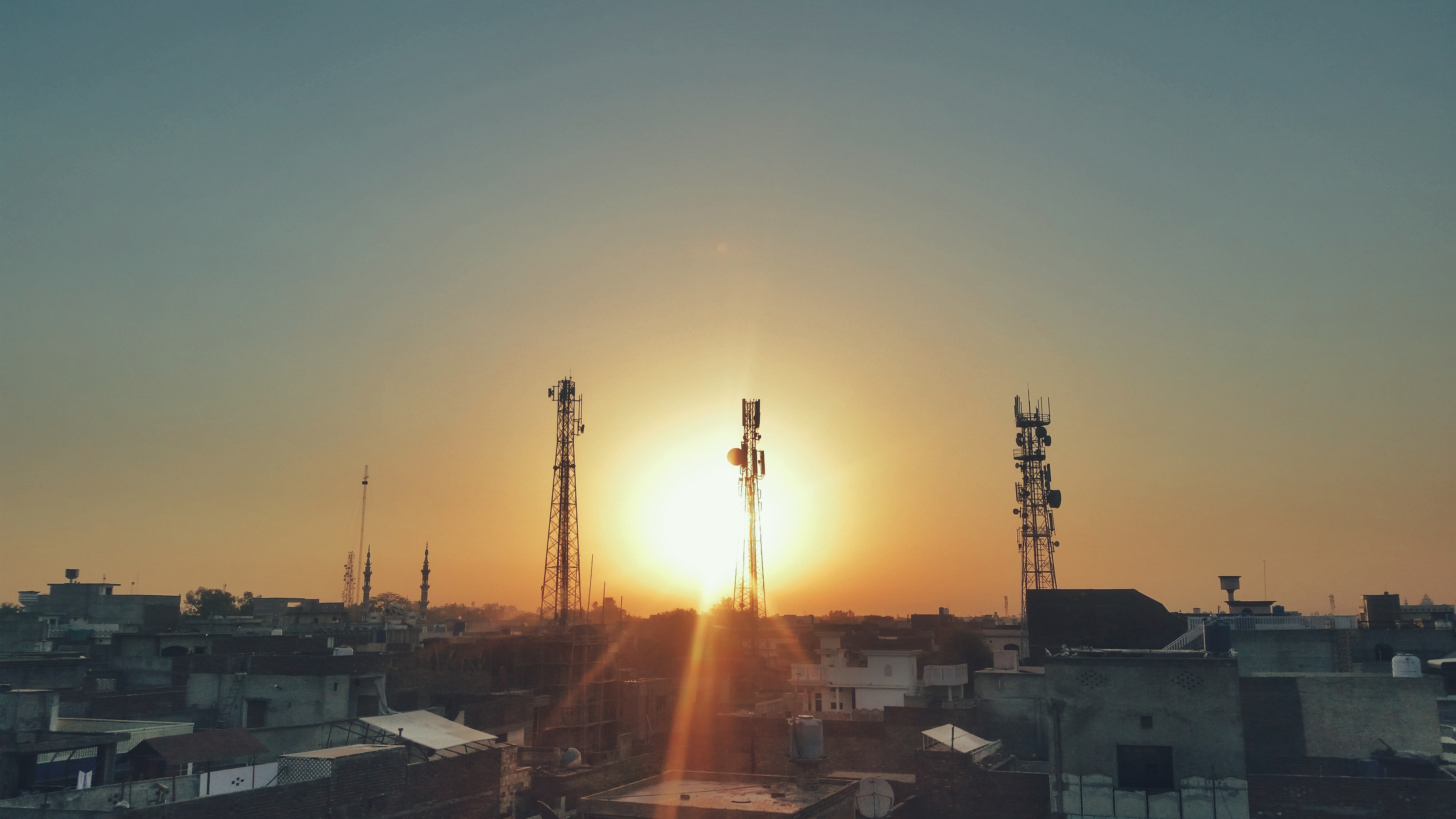
Mandi Bahauddin, Sonnenaufgang 2018

Mandi Bahauddin (Urdu und Panjabi منڈی بہاؤدین) ist eine Stadt im Norden der pakistanischen Provinz Punjab mit 198.609 Einwohnern (Zensus 2017) und Hauptort des District Mandi Bahauddin. Mandi Bahauddin liegt zwischen zwei Flüssen, Jehlam und Chanab.
Die Stadt ist auch bekannt durch die Schlacht am Hydaspes zwischen Alexander dem Großen und dem indischen König Poros, in der Alexanders Pferd Bukephalos getötet worden sein soll.
Am 31. Mai 2011 wurde in einem Kanal in der Nähe der Stadt die Leiche des Journalisten Syed Saleem Shahzad gefunden, die Folterspuren aufwies. Shahzad war durch seine Berichterstattung über die Tätigkeit des pakistanischen Geheimdienstes ISI in deren Schussfeld geraten.

## Persönlichkeiten
- Hasan Ali (* 1994), Cricketspieler